# Бэттери-парк
Бэттери-парк (англ. Battery Park) — парковая зона на южной оконечности острова Манхэттен, в Нью-Йорке, США.

## Общие сведения
Площадь парка составляет 10 гектаров. С юга он ограничивается водами Нью-Йоркской бухты, с севера — улицей Бэттери-Плейс. Бэттери-парк является одной из старейших зон отдыха в Нью-Йорке. На его территории расположен порт (на реке Гудзон), являющийся исходным пунктом для отправления паромов к острову Эллис-Айленд, к статуе Свободы, к острову Статен-Айленд и в летнее время — к острову Говернорс-Айленд.
В самом парке находятся множество памятников и монументов: в том числе национальный монумент Касл-Клинтон, Сфера немецкого скульптора Фрица Кёнига (2002-2017), Нидерландский мемориал (Netherlands Memorial), Военный мемориал Восточного побережья (East Coast War Memorial) — скульптор  Альбино Манка, «Памятник первому еврейскому иммигранту», а также памятники Джону Эриксону, Джованни да Веррацано, поэтессе Эмме Лазарус.
Название парка происходит от находившейся здесь в XVII столетии голландской пушечной батареи, охранявшей подходы со стороны океана к Новому Амстердаму. К настоящему времени в результате земляных работ положение побережья изменено, оно уходит дальше в море, нежели ранее. После разрушения небоскрёбов Всемирного торгового центра в результате  теракта 11 сентября 2001 года сюда свозились обломки зданий, что увеличило площадь парка приблизительно на 2 гектара. Бэттери-парк посещает ежегодно около 6 миллионов гостей со всех континентов.

## Галерея

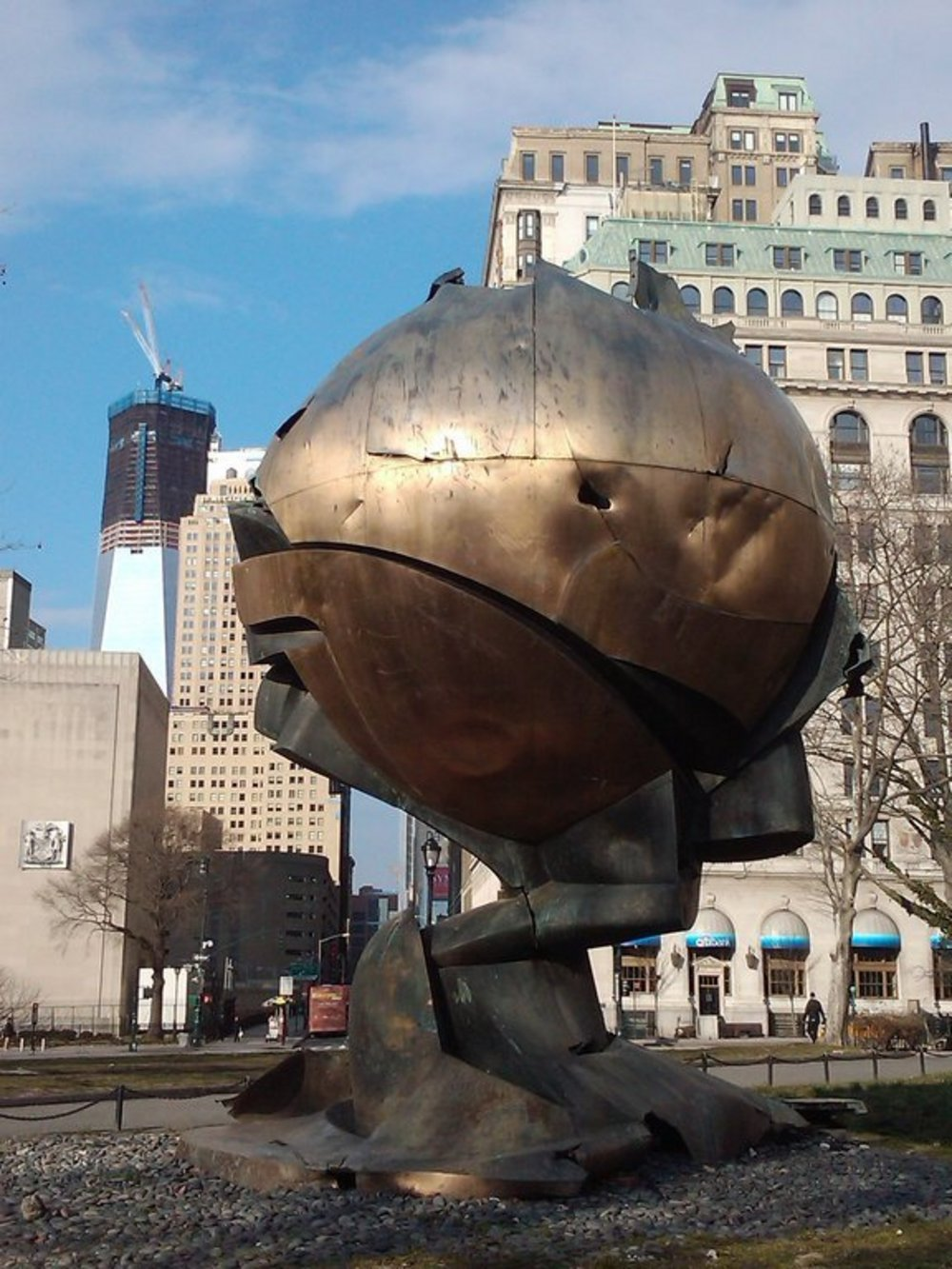
Повреждённая 11 сентября 2001 года «Сфера» Ф. Кёнига (ныне перемещена в Либерти-парк[англ.])
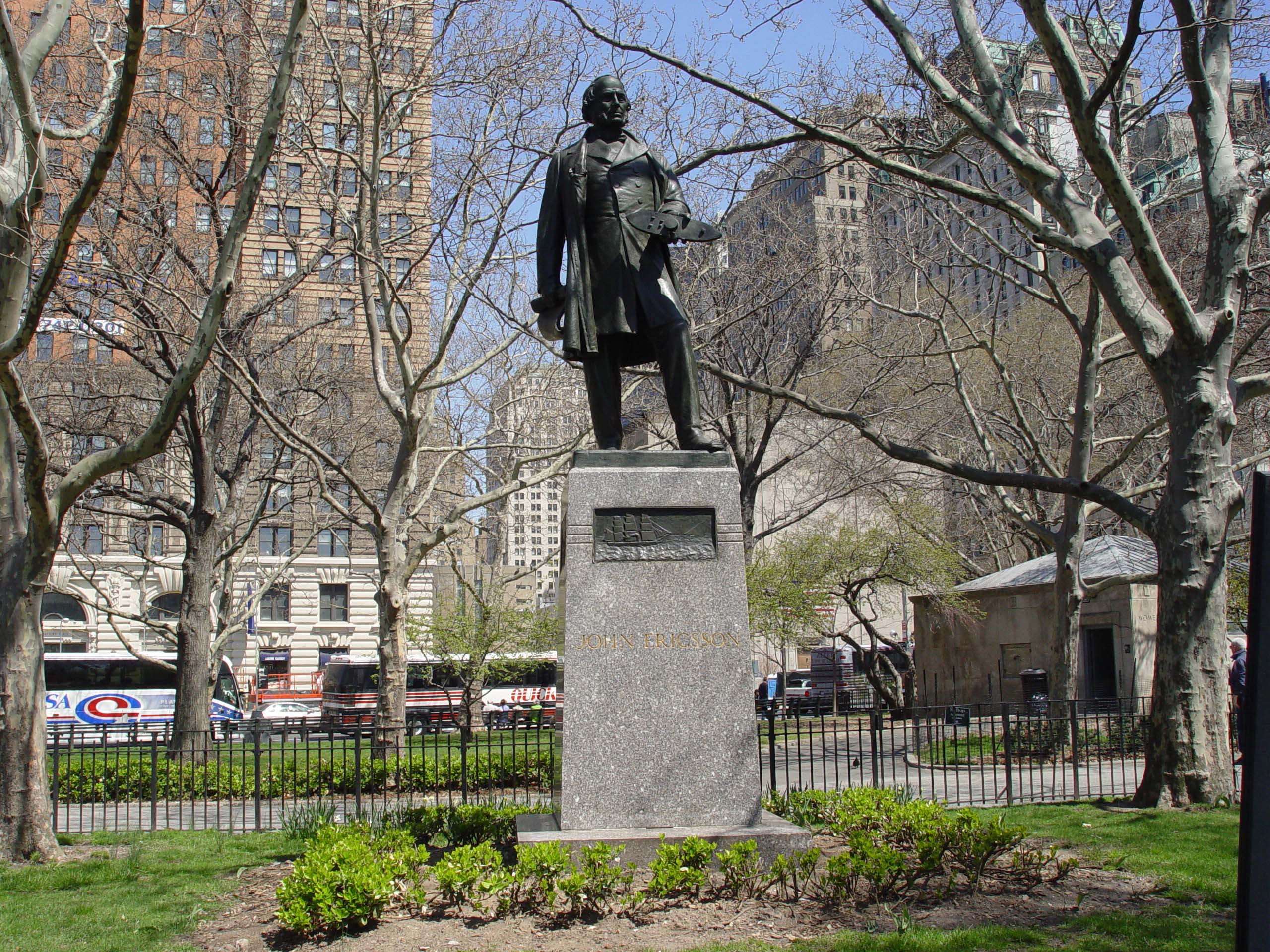
Памятник изобретателю Дж.Эрикссону
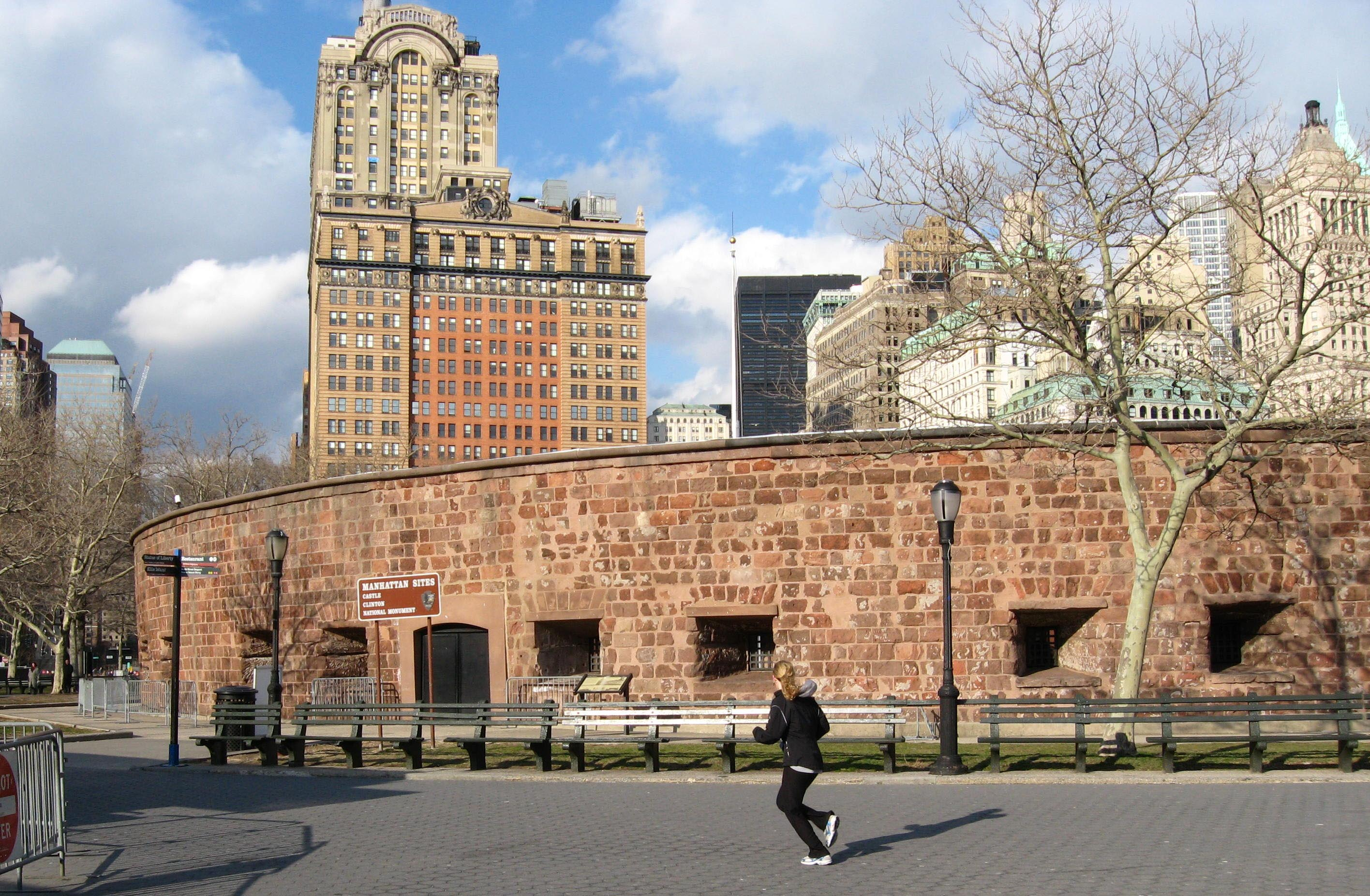
Национальный монумент Касл-Клинтон
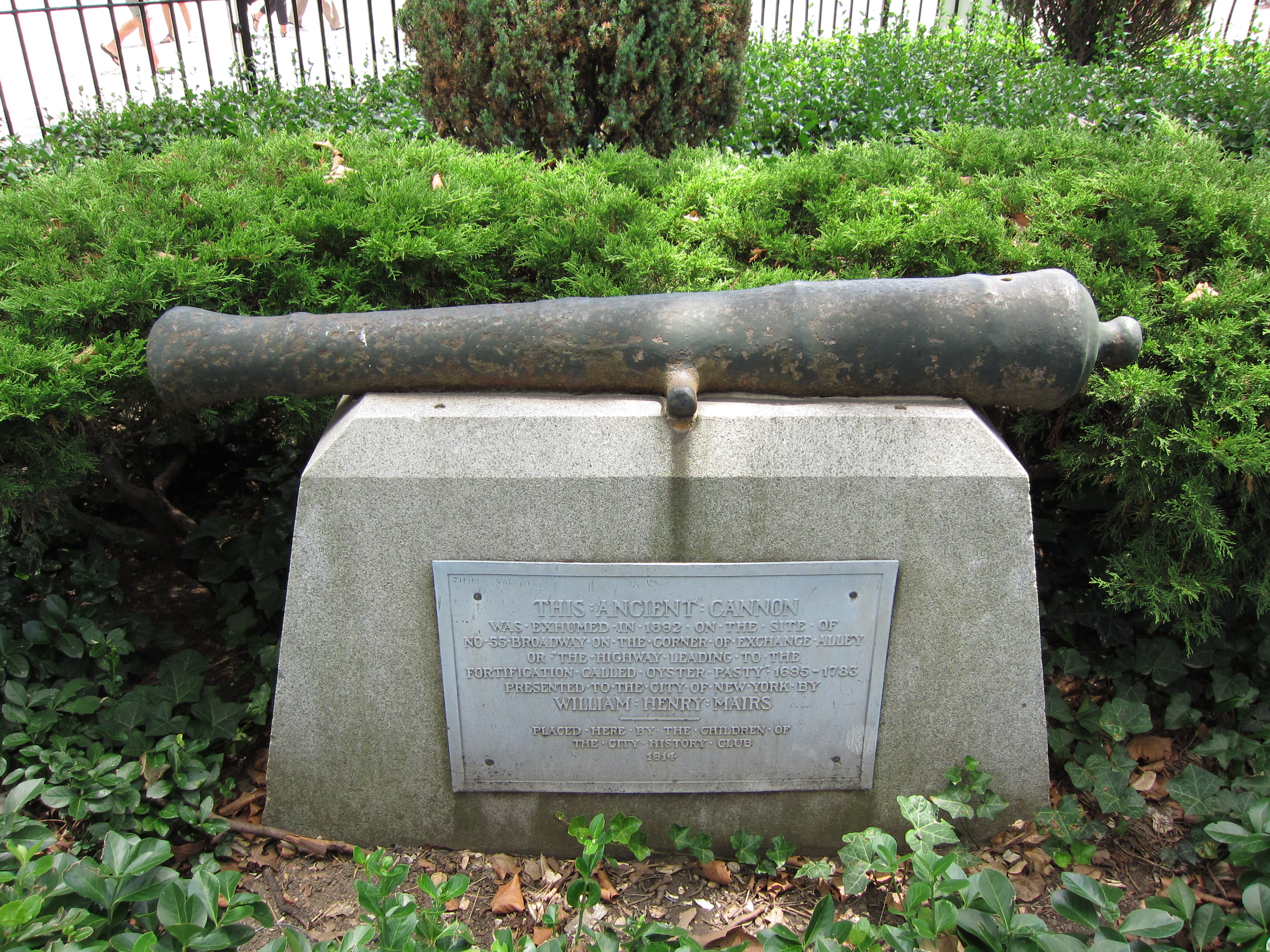
Орудие старой батареи
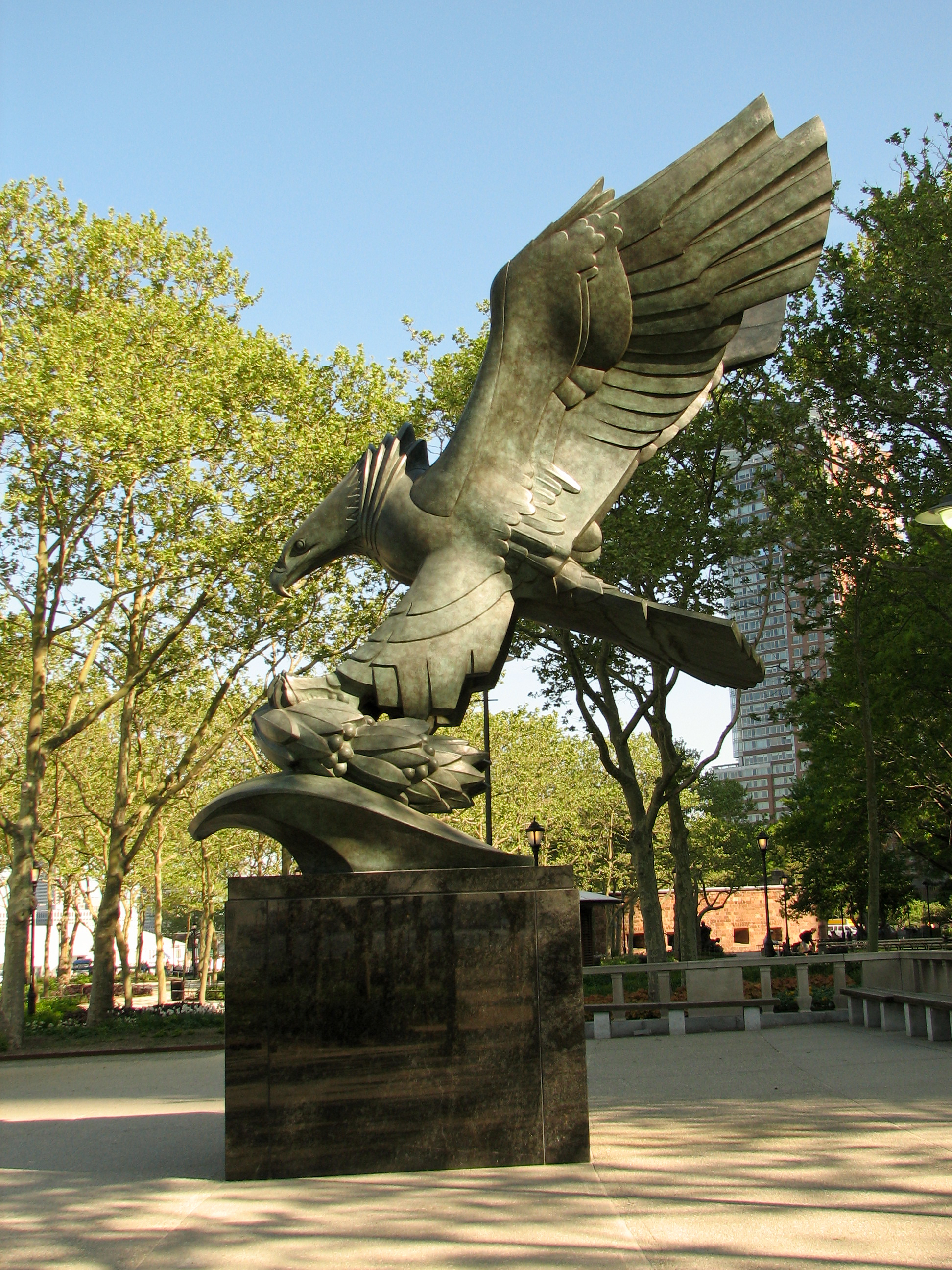
Военный мемориал памяти. Cкульптор  Альбино Манка
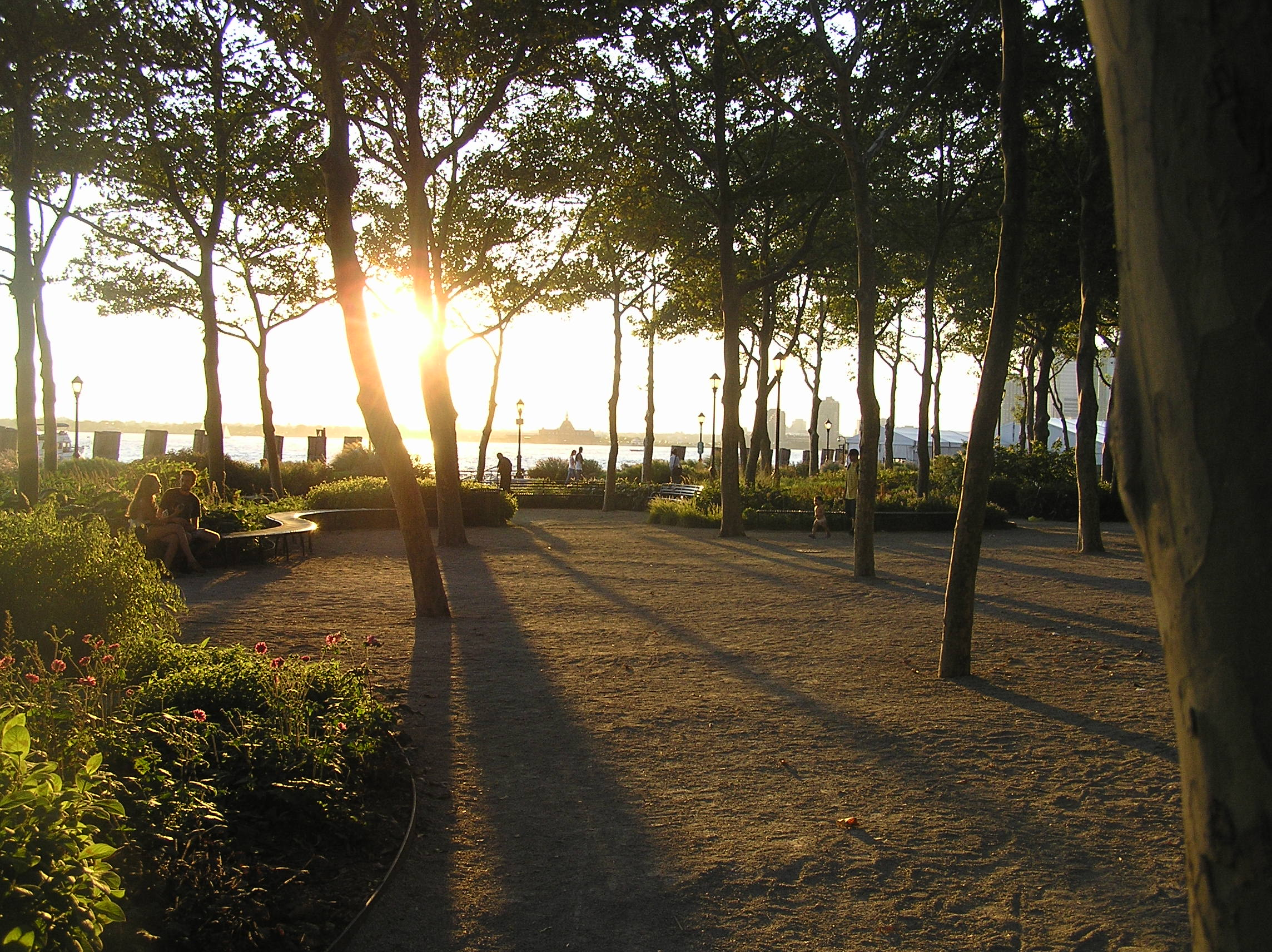
Бэттери-парк. Восход солнца